# Шувалов, Григорий Степанович
Григорий Степанович Шувалов (1858—1920) — офицер 122-го пехотного полка, квартировавшего в Харькове.
	Из потомственных дворян Полтавской губернии; потомственный военный.
	По первому разряду окончил полный курс в Киевской военной гимназии, а впоследствии – в Петербургском Первом Военном Павловском Училище, где близко сдружился с будущим известным поэтом Семеном Яковлевичем Надсоном.
	По окончании полного курса наук в 1880-м году назначен в 122-й пехотный Тамбовский полк.

## Русско-японская война
Герой Русско-японской войны 1904 – 1905 гг. За отличия в боях произведен в подполковники и награждён Орденом Св. Анны 3-й степени с мечами и бантом. Был тяжело ранен разрывными пулями «дум-дум» во время русской контратаки на высоте Пе-гоу.

### Выписка из медицинского свидетельства
«На седьмом ребре на 2 пальца кнутри от левой сосковой линии рубец 5 сантиметров длиной и 1,5 см. шириной.
	В области правой височной кости рубец в 3 см. длиной, ниже второй рубец величиной с десятикопеечную монету.
	Полное отсутствие правого глазного яблока. В области правого нижнего века неправильной формы рубец, спускающийся на щеку и заходящий на переносье. Нижний край правой глазницы отсутствует. Многочисленные ранения в левое предплечье и левую руку».

### Высочайшая милость
Жалованье армейского капитана (тогдашнее звание Григория Степановича) было весьма скромным. Корреспондент Медиа-группы «Объектив», беседовавший с внучкой Г. С. Шувалова, пишет:

За свой подвиг Григорий Шувалов получил орден святой Анны третьей степени, а после поправки офицер был представлен Николаю Второму. Герой войны мог попросить у Государя любую награду…
На традиционный вопрос императора он попросил единственного: чтобы его дети — два сына и две дочери — учились на казенный кошт.
Несмотря на инвалидность, Григорий Шувалов остался в строю. В годы Первой Мировой войны он командовал бригадой/.

## Первая Мировая Война
С начала Первой Мировой войны (1914 г.) Г. С. Шувалов возглавил 154-й пехотный Дербентский полк. Высочайшим приказом был назначен командовать I бригадой 39-й пехотной дивизии. В 1915-м году Высочайшим приказом произведён в генерал-майоры.
Расстрелян большевиками в Крыму.

## Награды
Награждён орденами и медалями:
1. Орденом Св. Владимира 4-й степени с бантом.
2. Орденом Св. Анны 2-й степени.
3. Орденом Св. Анны 3-й степени с мечами и бантом.
4. Орденом Св. Станислава 2-й степени.
5. Орденом Св. Станислава 3-й степени.
6. Серебряной медалью в память царствования Императора Александра III.
7. Медалью светло-бронзовой в память 300-летнего юбилея царствования Дома Романовых для ношения на груди, на ленте белого, жёлтого и чёрного цветов.